# La Gloire (1859)
La Gloire (sv. Äran) var en pansarfregatt i Frankrikes flotta och världens första sjögående pansarfartyg. Hon var det första av tre systerfartyg i Gloire-klassen, som hon bildade tillsammans med Invincible och Normandie. La Gloire byggdes på flottans varv i Toulon efter ritningar av den innovative fartygskonstruktören Henri Dupuy de Lôme, och sjösattes den 24 november 1859. Fartyget var ursprungligen tänkt som ett traditionellt 90-kanoners linjeskepp men ändrades under konstruktionsfasen till en 36-kanoners pansarfregatt.
Skrovet byggdes i trä och kläddes med ett 12 cm tjockt pansarbälte av smidesjärn, vilket löpte från för till akter och täckte bordläggningen ned till två meter under vattenlinjen. Dessutom fanns ett pansrat torn för om mesanmasten. La Gloire förde en bestyckning av 36 stycken räfflade 16 cm bakladdningskanoner, uppställda på ett täckt batteridäck. Kanondäckets höjd över vattenytan var emellertid bara 1,9 meter, vilket gjorde det nästan omöjligt att använda artilleriet i grov sjö. I övrigt ansågs konstruktionen vara mycket lyckad. Propellermaskineriet utgjordes av en stående tvåcylindrig ångmaskin med 890 nominella hästkrafter, som gav en fart på 12,4 knop. Fartyget var skonerttacklat och förde 1 000 kvadratmeter segel som ett komplement till ångdriften.
Sjösättandet av La Gloire blev inledningen till ett storskaligt byggande av pansarfartyg i flera europeiska flottor. Den mycket snabba sjökrigsmateriella utvecklingen under 1800-talets andra hälft, gjorde emellertid att fartygstypen ganska fort blev gammalmodig. Efter ett flertal ombyggnader överfördes La Gloire till flottans reserv 1871, och utrangerades formellt i december 1879. Tre år senare skrotades hon.